# Rugbi a 7 als Jocs Olímpics d'Estiu de 2024
El Rugbi a 7 als Jocs Olímpics de París de 2024 es va disputar entre els dies 24 i el 30 de juliol de 2024 a l'Stade de France de París. Fou la 3a edició que el Rugbi a 7 és present en uns Jocs Olímpics, des que va debutar en els Jocs Olímpics de Rio de 2016, després que fos acceptat pel Comitè Olímpic Internacional (COI), l'octubre de 2009.
Les seleccions de Fiji i Nova Zelanda són les més guardonades amb 4 medalles, tant en categoria masculina com femenina.
Per primera vegada, l'esdeveniment del Rugbi a 7 va començar 2 dies abans que la cerimònia d'inauguració, amb la fase preliminar i els quarts de final del torneig masculí.

## Calendari
| P | Partits de grup | PM | Partits qualificadors | ¼ | Quarts de final | ½ | Semifinals | B | 3r lloc | F | Final |

| Categoria masculina | P | P | P | PM | ¼ |  | PM | ½ | PM | B | F |   |   |   |    |   |    |   |    |   |   |
| Categoria femenina  |   |   |   |    |   |  |    |   |    |   |   | P | P | P | PM | ¼ | PM | ½ | PM | B | F |

## Esdeveniments
| Esdeveniment           | Or | Plata | Bronze |
| Masculí detalls        | FrançaVarian Pasquet · Andy Timo · Rayan Rebbadj · Théo Forner · Stephen Parez · Paulin Riva · Jefferson-Lee Joseph · Antoine Zeghdar · Aaron Grandidier Nkanang · Jean-Pascal Barraque · Antoine Dupont · Jordan Sepho · Nelson Epee | FijiJoji Nasova · Joseva Talacolo · Jeremia Matana · Sevuloni Mocenacagi · Iosefo Masi · Ponepati Loganimasi · Terio Veilawa · Waisea Nacuqu · Jerry Tuwai · Iowane Teba · Kaminieli Rasaku · Selestino Ravutaumada · Josaia Raisuqe · Filipe Sauturaga       | Sud-àfrica Christie Grobbelaar · Ryan Oosthuizen · Impi Visser · Zain Davids · Quewin Nortje · Tiaan Pretorius · Tristan Leyds · Selvyn Davids · Shaun Williams · Rosko Specman · Siviwe Soyizwapi · Shilton van Wyk · Ronald Brown |
| Torneig femení detalls | Nova ZelandaMichaela Blyde · Jazmin Felix-Hotham · Sarah Hirini · Tyla King · Jorja Miller · Manaia Nuku · Mahina Paul · Risaleeana Pouri-Lane · Alena Saili · Theresa Setefano · Stacey Waaka · Portia Woodman-Wickliffe             | CanadàCaroline Crossley · Olivia Apps · Alysha Corrigan · Asia Hogan-Rochester · Chloe Daniels · Charity Williams · Florence Symonds · Carissa Norsten · Krissy Scurfield · Fancy Bermudez · Piper Logan · Keyara Wardley · Taylor Perry · Shalaya Valenzuela | Estats UnitsAlev Kelter · Lauren Doyle · Kayla Canett · Kristi Kirshe · Ilona Maher · Ariana Ramsey · Naya Tapper · Alena Olsen · Alex Sedrick · Sammy Sullivan · Sarah Levy · Stephanie Rovetti                                    |

## Medaller
| Posició | País         | Or | Plata | Bronze | Total |
| 1       | França       | 1  | 0     | 0      | 1     |
| 1       | Nova Zelanda | 1  | 0     | 0      | 1     |
| 2       | Canadà       | 0  | 1     | 0      | 1     |
| 2       | Fiji         | 0  | 1     | 0      | 1     |
| 3       | Estats Units | 0  | 0     | 1      | 1     |
| 3       | Sud-àfrica   | 0  | 0     | 1      | 1     |
| Total   | Total        | 2  | 2     | 2      | 6     |